# Jankovský potok
Die Jankovský potok, früher Vyskytná (deutsch Jankauer Bach) ist ein rechter Zufluss der Želivka in Tschechien.

## Geographie
Der Jankovský potok entspringt in der Böhmisch-Mährischen Höhe am nordöstlichen Fuße des Křemešník bei dem Dorf Jankov. Auf seinem Weg nach Norden fließt zwischen Vyskytná und Opatov  hindurch. Sein weiterer Lauf, an dem zahlreiche Wassermühlen liegen, führt über Hovorkův Mlýn, Polánky, Pod Polánkami, U Truplů, Vlčkův Mlýn, Vopálenský Mlýn, Zachotín, Pazderny, Mysletín, U Makovičků, U Brambůsků, Staré Bříště bis Hojkovy. Hier wendet sich der Bach nach Nordwesten und über Zálesí, Mladé Bříště, Rokosův Mlýn, Jonášův Mlýn, Velký Rybník und Záhoří fließt der gegen Nordwesten bis Kletečná.  Der letzte Abschnitt führt nach einer Flussschleife gegen Westen zwischen Šimonice und Milouice hindurch in ein tiefes felsiges Tal das in der Talsperre Sedlice endet. Gegenüber von Sedlice vereinigt sich der Jankovský potok nach 20,7 Kilometer mit der Hejlovka zur Želivka.

## Geschichte
Der Jankovský potok, in alten Urkunden als Wyskythna bezeichnet, wurde in der Grenzurkunde von 1233 als Grenze zwischen den Gütern des Prämonstratenserklosters Seelau und dem zum Bistum Prag gehörigen Gau Řečice fixiert.

## NPP Jankovský potok
Der gesamte Oberlauf des Baches ist auf 13 km Länge bis zur Einmündung des Hejnický potok wegen seiner Flussperlmuschelpopulationen seit 1992 als Nationales Naturdenkmal (NPP) Jankovský potok geschützt.  Das Naturdenkmal umfasst eine Fläche von 71,14 ha, die gesamte Schutzregion dehnt sich auf 323,88 ha aus.

## Zuflüsse
- Vyskytná (l), unterhalb Vyskytná an der Hovorkův Mlýn
- Březinský potok (r), oberhalb der Vlčkův Mlýn
- Hejnický potok (r), bei U Brambůsků
- Kladinský potok (l), bei Zálesí
- Hněvkovický potok (r), in Kletečná
- Kopaninský potok (l), in Kletečná
- Onšovický potok (l) bei Milotice